# Kviteseidvatnet
Kviteseidvatnet (oder Kviteseidvatn) ist der Name eines Sees in der Kommune Kviteseid in der norwegischen Provinz Telemark. Der See ist ein Teil des Telemarkkanals und gehört zum Flusssystem Skiensvassdraget.

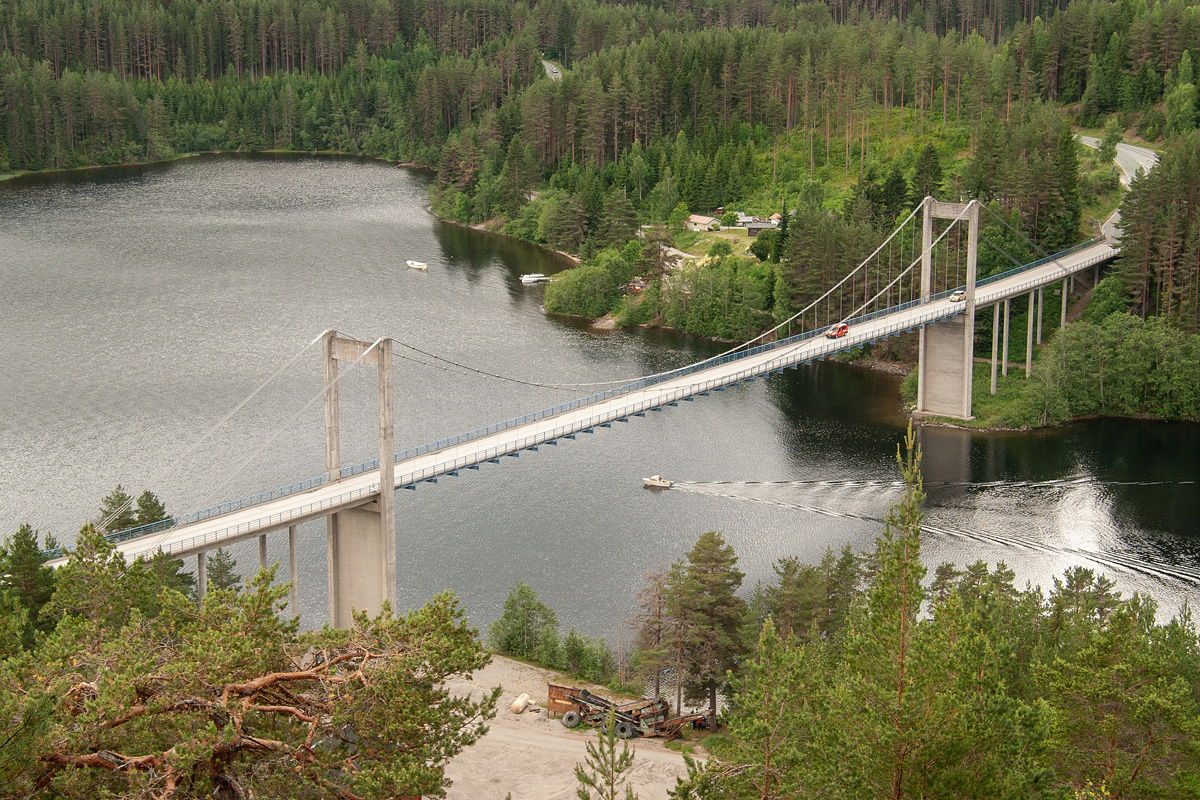
Die Spjotsodd-Brücke über den Strauman, links der Kviteseidvatnet

Die drei miteinander verbundenen Seen Kviteseidvatnet, Bandak und Flåvatn haben durch die Aufstauung des Flåvatn (Hogga sluse) keinen Höhenunterschied. Die Verbindung zwischen Bandak und Kviteseidvatnet ist der Strauman, an dessen Ostende, kurz vor dem Kviteseidvatnet, überquert der Telemarksvegen das Gewässer über die Spjotsodd-Brücke. Nördlich vom Strauman und parallel zu diesem verläuft der See Sundkilen, der ebenfalls mit dem Kviteseidvatnet verbunden ist.
Der Dalaåi aus dem Oftevatnet bei Høydalsmo fließt ebenfalls in den Kviteseidvatnet.